# خوسيه إغناسيو كابروجاس
خوسيه إجناسيو كابروجاس لوفيجو (بالإسبانية: José Ignacio Cabruja Lofiego) (17 يوليو 1937 - 21 أكتوبر 1995 في بورلامار، جزيرة مارغريتا) كان كاتب مسرحي، ومدير المسرح، ومؤرخ، كاتب وكاتب أوبرا، وألف الروايات الاذاعيه، كاتب سيناريو، ومدير برامج اذاعيه، ومصمم الحملات السياسية الفنزويلية. ويعتبر واحدا من المجددين في أوبرا في أمريكا اللاتينية ودعي بسيد مسلسلات.

## وصلات خارجية
- خوسيه إغناسيو كابروجاس على موقع IMDb (الإنجليزية)
- خوسيه إغناسيو كابروجاس على موقع قاعدة بيانات الفيلم (الإنجليزية)